# آون، شهرستان راک، ویسکانسین
آون (به انگلیسی: Avon) یک منطقهٔ مسکونی در ایالات متحده آمریکا است که در Avon واقع شده‌است. آون ۲۳۱٫۹۶ متر بالاتر از سطح دریا واقع شده‌است.